# Kołomąć
Kołomąć (niem. Koldemanz) – wieś w północno-zachodniej Polsce, położona w województwie zachodniopomorskim, w powiecie gryfickim, w gminie Gryfice, nad Jeziorem Kołomąckim. 
W latach 1946–1998 miejscowość administracyjnie należała do województwa szczecińskiego.
Znajdują się tu ruiny kościoła, kaplicy oraz niemiecki cmentarz. Miejscowość posiada również zabytkowy park dworski z XIX wieku, pozostałość po dworze.
Kołomąć jest siedzibą leśnictwa.
W miejscowości (działka nr 24) rośnie żywotnik zachodni w wieku ok. 80 lat, obwodzie pnia 110 cm i wysokości 25 m, który został uznany za pomnik przyrody.
Ok. 1,8 km na północny wschód znajduje się wzniesienie Stromik, a ok. 1,5 km na zachód Wyżanka.
Gmina Gryfice utworzyła jednostkę pomocniczą sołectwo "Kołomąć", które obejmuje jedynie miejscowość Kołomąć. Mieszkańcy wsi wybierają sołtysa oraz radę sołecką, która składa się z 3 do 7 osób. Do 28 stycznia 2008 wieś należała do sołectwa "Trzygłów".